# Che Todd ci aiuti
Che Todd ci aiuti (So Help Me Todd) è una serie televisiva statunitense creata da Scott Prendergast, trasmessa dal 29 settembre 2022 al 16 maggio 2024 sul network CBS per un totale di due stagioni. In lingua italiana è stata trasmessa dal 17 luglio 2023 al 14 luglio 2024 su Rai 2.
La serie segue un investigatore scapestrato ma di talento che accetta a malincuore di lavorare presso lo studio legale della madre, che a sua volta cerca in questo modo di tenerlo a bada, non sempre con successo. Il cast è comporto da Marcia Gay Harden, Skylar Astin, Madeline Wise, Tristen J. Winger, Inga Schlingmann e Rosa Evangelina Arredondo.

## Trama
Todd Wright è un investigatore privato con un buon istinto ma decisamente poco ligio alle regole, e per questo considerato inaffidabile anche dalla sua stessa famiglia. La sua volitiva madre, Margaret, l'ha aiutato due anni prima ad evitare il carcere dopo essere stato ingannato dalla sua fidanzata dell'epoca, Veronica, e lui accetta con riluttanza di lavorare presso il suo studio legale situato a Portland, in Oregon, come investigatore interno, anche per poter riottenere la propria licenza da investigatore privato. Margaret crede nel rispetto rigoroso della legge, il che è in completo contrasto con la tendenza di Todd a infrangere la legge per affrontare situazioni difficili.

## Episodi
| Stagione         | Episodi | Prima TV USA | Prima TV Italia |
| ---------------- | ------- | ------------ | --------------- |
| Prima stagione   | 21      | 2022-2023    | 2023            |
| Seconda stagione | 10      | 2024         | 2024            |

## Personaggi e interpreti

### Principali
- Margaret Wright, interpretata da Marcia Gay Harden, doppiata da Alessandra Korompay.
 È un'avvocata difensore che ha completato la sua laurea in giurisprudenza in seguito alla dipartita del suo primo marito, nonché padre dei suoi figli.
- Todd Wright, interpretato da Skylar Astin, doppiato da Manuel Meli.
 È il figlio più giovane di Margaret, un ex investigatore privato che lei assume nello studio legale in cui lavora.
- Allison Wright, interpretata da Madeline Wise, doppiata da Benedetta Degli Innocenti.
 È la sorella sposata di Todd, medico del pronto soccorso.
- Lyle, interpretato da Tristen J. Winger, doppiato da Francesco Meoni.
 È un investigatore meticoloso e decisamente irritante, che lavora presso lo studio di Margaret.
- Susan, interpretato da Inga Schlingmann, doppiata da Emanuela Damasio.
 È l'ex fidanzata nonché interesse amoroso di Todd, avvocato dello studio di Margaret.
- Francey, interpretata da Rosa Evangelina Arredondo, doppiata da Daniela Abbruzzese.
 È l'assistente esecutivo di Margaret.

### Ricorrenti
- Gus Easton, interpretato da Jeffrey Nordling.
 Collega avvocato di Margaret.
- Beverly Crest, interpretata da Leslie Silva.
 Socia dello studio legale di Margaret.
- Chuck Grant, interpretato da Clayton James.
 Marito di Allison.
- Chet Venables, interpretato da Thomas Cadrot.
 Giornalista, marito di Lawrence, figlio di Margaret.

## Produzione
Il 3 febbraio 2022 la CBS comunicava l'intenzione di produrre un episodio pilota per una serie su un investigatore privato e sua madre avvocata, scritta e prodotta da Scott Prendergast; produttori esecutivi anche Phil McGraw, Jay McGraw e Julia Eisenman per conto di Stage 29 Productions. Il 15 marzo 2022 usciva la notizia che Liz Kruger e Craig Shapiro sarebbero stati showrunner e produttori esecutivi della nuova serie.
Il 12 maggio 2022 la CBS annunciava che avrebbe prodotto la nuova serie intitolata So Help Me Todd e che Elizabeth Klaviter avrebbe sostituito Kruger e Shapiro in qualità di showrunner.
Il 2 febbraio 2023 la serie è stata confermata per una seconda stagione, che il 19 aprile 2024 la CBS ha annunciato sarebbe stata l'ultima.

### Cast
L'11 marzo 2022 usciva la notizia che Geena Davis avrebbe partecipato come protagonista dell'episodio pilota e alcuni giorni dopo che Skylar Astin avrebbe partecipato nella parte di suo figlio. Successivamente veniva comunicato che Madeline Wise e Inga Schlingmann sarebbero stati tra i protagonisti. Il 23 marzo 2022 si veniva a sapere che, dopo aver girato il pilot, Geena Davis aveva abbandonato il set e sarebbe stata sostituita da Marcia Gay Harden. Pochi giorni dopo veniva comunicato che Rosa Evangelina Arredondo e Tristen J. Winger erano stati scritturati tra i protagonisti dell'episodio.
Il 3 marzo 2023 veniva comunicata la partecipazione straordinaria di Briga Heelan nel 16º episodio intitolato Twelve Worried Persons, trasmesso il 30 marzo 2023.

### Riprese
Le riprese dell'episodio pilota sono iniziate nel marzo 2022 a Vancouver, nella provincia canadese della Columbia Britannica. Le riprese del resto della stagione si sono svolte dal 27 luglio 2022 all'11 aprile 2023. Un ufficio della Toronto-Dominion Bank nel centro di Vancouver è stato utilizzato per lo studio legale di Margaret.